# Колевекио
Колевѐкио (на италиански: Collevecchio, на местен диалект Colèvecchiu, Колевекиу) е село и община в Централна Италия, провинция Риети, регион Лацио. Разположено е на 245 m надморска височина. Населението на общината е 1650 души (към 2010 г.).